# Mattie Valk
Pieter Mattheus (Mattie) Valk (Dordrecht, 24 januari 1985) is een Nederlandse radio-dj bij Qmusic. Daar presenteert hij sinds 2012 de dagelijkse ochtendshow Mattie & Marieke (daarvoor Mattie & Wietze).

## Biografie
Valk begon zijn radiocarrière in 2000 bij ATOS Radio in Zwijndrecht. Daarna volgden Exxact FM (later bekend als Drechtstad FM) in Dordrecht, DancenetFM en Maasland FM in Oss. Daarna verzorgde hij de audiovormgeving bij de VARA, later BNN en vanaf 2007 bij Q-music. Op 12 juli 2010 presenteerde hij zijn eerste programma bij Qmusic, toen hij het nachtprogramma van Jasper de Vries tussen 4 en 6 uur mocht overnemen tijdens de vakantie. Hierna kreeg hij een eigen nachtprogramma op de zender, iedere werkdag van 12 tot 2 uur. In 2010 kreeg Valk een Marconi Award voor aanstormend talent. 
In het voorjaar van 2011 presenteerde Valk als proef een aantal nachten samen met Wietze de Jager. Vanaf mei 2011 was het programma Mattie & Wietze iedere zondagavond tussen 20.00 en 00.00 uur te horen. Daarnaast presenteerde Valk solo op de vrijdag en zaterdag tussen 18.00 en 21.00 uur. In april 2012 werd Mattie & Wietze het doordeweekse ochtendprogramma van Qmusic.
Begin mei 2017 gingen Mattie en Wietze met ruzie uit elkaar. Valk en De Jager zouden samen overstappen naar Sky Radio waar ze hetzelfde programma zouden voortzetten. Valk tekende echter, zonder De Jager in te lichten, een nieuw contract bij Qmusic. De Jager meldde zich daarop ziek en beëindigde vervolgens zijn dienstverband bij de zender. Op 7 maart 2022 kwamen Mattie & Wietze eenmalig weer bij elkaar voor Radio 555.
Daarna heeft Valk met verschillende mensen gepresenteerd. Van 9 oktober 2017 t/m 13 juli 2018 presenteerde Valk de ochtendshow Mattie, Fien & Igmar samen met Igmar Felicia en nieuwslezeres Fien Vermeulen. Sinds 3 september 2018 presenteert hij met Marieke Elsinga Mattie & Marieke. 
Sinds 2020 is Valk een van de presentatoren van de Formule 1-podcast Formule 1 Aan Tafel van Grand Prix Radio. 

## Trivia
- In 2015 speelden Valk en De Jager discipelen in The Passion.
- In september 2017 was hij te zien in het RTL 4-programma The Big Music Quiz, hij zat in het winnende team en werd vervolgens de ultieme winnaar van de aflevering.
- In 2018 speelde hij een gastrol in de comedyserie De TV Kantine.
- Voor de film The Angry Birds Movie 2 (2019) sprak hij de stem in van Carl.
- In 2020 deed Valk mee aan het televisieprogramma The Masked Singer van RTL 4 als de Astronaut.

- In het najaar van 2024 was Valk als gastpanellid te zien in het RTL 4-programma DNA Singers.

## Discografie

### Singles
| Single met eventuele hitnotering(en) in de Nederlandse Top 40 | Datum van verschijnen | Datum van binnenkomst | Hoogste positie | Aantal weken | Opmerkingen                              |
| ------------------------------------------------------------- | --------------------- | --------------------- | --------------- | ------------ | ---------------------------------------- |
| Kop die bal in de goal                                        | 20-05-2014            | -                     |                 |              | met Wietze / Nr. 94 in de Single Top 100 |
| Hang die bal in de boom                                       | 1-12-2014             | -                     |                 |              | met Wietze                               |

## Prijzen
- 2021: Zilveren RadioSter; beste radiopresentator van het jaar 2020.[4]
- 2022: Gouden RadioRing; Mattie & Marieke beste radioprogramma van het jaar 2021.
- 2024: Radiomoment van het jaar; voor het afscheidsgesprek met goede vriendin Eva Hermans-Kroot.[5]